# Tiều Thố
Tiều Thố (giản thể: 晁错; phồn thể: 晁錯; bính âm: Chao Cuo, 200 TCN – 154 TCN) hay Trào Thố (tiếng Trung: 鼂錯), là chính trị gia thời Tây Hán trong lịch sử Trung Quốc. Tiều Thố làm quan dưới hai triều Hán Văn Đế, Hán Cảnh Đế, đến chức Ngự sử đại phu, đề xuất chính sách tước phiên, khiến các vua chư hầu nổi loạn. Cuối cùng Tiều Thố bị Cảnh Đế phản bội, giết chết để lấy lòng chư hầu.

## Thời Văn đế
Tiều Thố sinh năm 200 TCN ở quận Dĩnh Xuyên dưới thời Hán Cao Tổ. Thời trẻ, Tiều Thố theo Trương Khôi học tập tư tưởng Pháp gia của Thân Bất Hại, Thương Ưởng. Thời Hán Văn đế, Tiều Thố vào triều, giữ chức chưởng cố trong phủ Thái thường, quản lý lễ nhạc. Sau đó, triều đình mộ binh người đi học Thượng thư, Thố bị Thái thường phái đến Tế Nam theo học Phục Niệm, qua đó tiếp thu tư tưởng Nho gia. Tiều Thố học xong về triều, giữ chức Thái tử xá nhân, môn đại phu, sau thăng chức Bác sĩ.
Tiều Thố làm Bác sĩ, viết Ngôn thái tử nghi tri thuật sổ sớ dâng lên Văn đế, được Văn đế khen ngợi, phong làm Thái tử gia lệnh, làm thầy của thái tử Lưu Khải. Tiều Thố ở Đông cung, nhờ giỏi biện luận, phân tích, nên được thái tử Lưu Khải tín nhiệm, khen là "túi khôn".
Năm 168 TCN, Hung Nô xâm phạm biên giới, Văn đế phái quân tham chiến. Tiều Thố dâng Ngôn chiến sự sớ, đưa ra quan điểm chú trọng "lấy man di công man di"; mặt khác lại yêu cầu tuyển chọn vũ khí sắc bén, quân sĩ tinh nhuệ, tướng lĩnh giỏi cầm binh, thi hành chiến lược chủ động tấn công thay vì phòng ngự thụ động. Hán Văn đế ban chiếu khen ngợi, nhưng không nghe theo đề xuất của Thố. Tiều Thố bèn dâng Thủ biên khuyến nông sớ, đề xuất việc hỗ trợ di dân đến vùng biên tái, làm cơ sở để chống ngoại xâm; lại dâng Mộ dân thực tái sớ ghi rõ từng bước cụ thể cho việc di dân. Lần này, Hán Văn đế tiếp thu.
Năm 165 TCN, Hán Văn đế ra lệnh cho các đại thần tiến cử hiền lương, phương chính, văn học chi sĩ. Tiều Thố được đề cử khoa hiền lương. Hán Văn đế ra đề Minh vu quốc gia đại thể, chỉ có Tiều Thố trả lời tốt nhất, được vua khen ngợi, thăng chức trung đại phu. Tiều Thố nhờ thế mà nhiều lần dâng thư, đề xuất cải cách chính trị, xóa bỏ chư hầu, cải cách pháp chế. Văn đế dù không đồng ý, lại thưởng thức tài năng của Thố. Ý kiến của Tiều Thố được thái tử Lưu Khải tán thành, nhưng bị một số triều thần, cầm đầu là Viên Áng ghen ghét, phản đối.

## Thời Cảnh đế
Năm 157 TCN, Hán Văn đế băng, thái tử Lưu Khải đăng cơ, tức Hán Cảnh đế. Tiều Thố được đề bạt làm Nội sử, được quyền một mình yết kiến hoàng đế. Thố nhiều lần đến gặp vua để bàn quốc sự. Thố nói gì vua đều nghe theo, tin tưởng hơn cả cửu khanh. Pháp lệnh được ban ra phần lớn được Tiều Thố sửa chữa.
Năm 155 TCN, Tiều Thố liệt kê ra các tội của chư hầu, xin Cảnh đế cắt giảm đất phong của các chư hầu (tước phiên), thu lại đất đai vùng biên viễn về với triều đình. Thừa tướng Thân Đồ Gia lo lắng tước phiên sẽ khiến các chư hầu nổi loạn, bèn tìm cách giết Tiều Thố. Bấy giờ, cửa ra vào phủ Nội sử nằm ở phía đông hoàng cung, bất lợi cho việc gặp vua, Thố bèn tự ý đục tường ngoài của Thái thượng hoàng miếu để dễ đi lại. Thân Đồ Gia lấy việc tự tiên phá tường tông miếu làm cớ, đề nghị xử tử Tiều Thố. Thố sợ hãi, nửa đêm chạy vào trong cung tự thú. Cảnh đế nghe xong, ngày hôm sau tuyên bố Tiều Thố vô tội. Thân Đồ Gia tức giận, nôn ra máu mà chết.
Năm 154 TCN, Tiều Thố được thăng chức Ngự sử đại phu, dâng lên Tước phiên sách, tiếp tục kiến nghị tước phiên, nhấn mạnh: Nay tước cũng phản, không tước cũng phản. Nếu tước, phản sớm, họa nhỏ. Nếu không tước, phản muộn, họa lớn. Trên triều đình, Cảnh đế triệu các công khanh, liệt hầu, hoàng tộc đến thảo luận. Trong triều hội, các đại thần không ai dám phản đối, chỉ trừ Đậu Anh. Từ đây Anh kết oán với Thố. Cảnh Đế hạ chiếu: Tước bỏ quận Thường Sơn của Triệu vương Lưu Toại, sáu huyện của Giao Tây vương Lưu Ngang, quận Đông Hải và Tiết của Sở vương Lưu Mậu, quận Dự Chương và Cối Kê của Ngô vương Lưu Tỵ.
Tiều Thố kiến nghị dùng thủ đoạn cứng rắn để cắt giảm quyền lực của chư hầu, vô cùng mạo hiểm. Cha của Thố khuyên con không được, bèn uống thuốc độc tự sát. Đại thần Viên Áng vốn là quốc tướng của Ngô vương Lưu Tị, lại là môn khách của thừa tướng Thân Đồ Gia, xin Cảnh đế giết Tiều Thố. Tiều Thố tra ra Áng nhận hối lộ của Ngô vương, xin Cảnh đế xét xử. Cảnh đế không giết mà chỉ giáng Viên Áng làm thứ dân.

## Cái chết
Sau khi Hán Cảnh đế ban hành lệnh tước quyền chư hầu, Ngô vương Lưu Tị liên kết với Sở vương Lưu Mậu, Triệu vương Lưu Toại, Tế Nam vương Lưu Tịch Quang, Tri Xuyên vương Lưu Hiền, Giao Tây vương Lưu Ngang, Giao Đông vương Lưu Hưng Cư phát động nổi dậy. Ngô vương Tị công bố hịch văn, hô khẩu hiểu "diệt trừ gian thần Tiều Thố", "làm sạch chỗ cạnh vua". Tiều Thố kiến nghị Hán Cảnh đế ngự giá thân chinh, còn bản than lưu thủ kinh đô. Tô Thức thời Tống cho rằng đây chính là một trong những nguyên nhân trực tiếp dẫn đến bi kịch của Tiều Thố.
Tiều Thố nghi ngờ Áng đồng mưu với Ngô vương Tị, muốn bắt để thẩm vấn. Viên Áng cầu cứu ngoại thích Đậu Anh, xin được gặp Cảnh đế hiến kế. Viên Áng khuyên Hán Cảnh Đế nên bắt giết Tiều Thố, cho rằng như thế thì quân chư hầu sẽ tự động rút lui, vì chư hầu chỉ oán một mình Tiều Thố: Mục đích Ngô, Sở phản loạn là để giết Tiều Thố, khôi phục đất phong như cũ. Chỉ cần chém Thố, cho sứ giả đi đặc xá bảy nước, trả lại đất phong đã tước, thì phản loạn tự động tiêu trừ, không đánh mà thắng.
Cảnh đế trong tình hình nguy cấp, vội vã nghe theo Viên Áng. 10 ngày sau, thừa tướng Đào Thanh, trung úy Trần Gia, đình úy Trương Âu cùng dâng tấu buộc tội Tiều Thố, xin Cảnh đế tru di cả nhà họ Tiều, được Hán Cảnh đế phê chuẩn. Cảnh đế sai trung úy Trần Gia triệu kiến Tiều Thố. Khi xe ngựa đi qua chợ đông Trường An, Trần Gia cho dừng xe, cho quân lính bắt giữ Tiều Thố, đọc chiếu thư và lập tức cho đao phủ chém ngang lưng khi Thố còn đang mặc triều phục.
Tiều Thố tuy chết, nhưng bảy nước vẫn không ngừng phản loạn. Viên Áng hại chết Tiều Thố, được phong thái thường, đi sứ đặc xá bảy nước. Tuy nhiên, giết Tiều Thố chỉ là cái cớ, mục đích thực sự của Ngô vương là muốn cướp ngôi, nên cho người giam giữ Viên Áng. Hán Cảnh Đế đến lúc này mới nhận ra chân tướng ý đồ của Ngô vương, ân hận vì đã giết Tiều Thố.

## Cá tính
Tiều Thố từ nhỏ đã học theo tấm gương của các Pháp gia Thân Bất Hại, Thương Ưởng, do đó thượng tôn pháp luật, kiên quyết cải cách. Tiều Thố được sử sách miêu tả qua bốn chữ "tiễu, trực, khắc, thâm" (nghiêm nghị, cương trực, hà khắc, thâm trầm), vì quốc gia mà có thể sẵn sàng vứt bỏ bản thân. Trong triều đình, Tiều Thố cũng không có nhiều người ủng hộ. Trong đó, thừa tướng Thần Đồ Gia, ngoại thích Đậu Anh, gian thần Viên Áng đều có thù hận với Thố.

## Thành tựu
Tiều Thố để lại 31 thiên văn chương, nhưng đa số đã thất tán, chỉ còn 8 thiên được ghi chép tản mạn trong Sử ký gồm Ngôn thái tử tri thuật số sớ, Ngôn binh sự sớ, Thủ biên khuyến nông sớ, Phục ngôn mộ dân tỷ tái hạ, Lệnh dân nhập túc thụ tước sớ, Luận quý túc sớ, Cử hiền lương đối sách.

## Đánh giá
Tư Mã Thiên nhận xét về Tiều Thố, cho rằng trong lúc chư hầu làm loạn, mà Thố không suy xét biện pháp ứng đối, chỉ lo báo thù riêng, bị chết là điều tất yếu. Hoàn Đàm thì so sánh Tiều Thố với các trung thần trong lịch sử như Long Bàng, Tỷ Can, Ngũ Viên.

## Mộ địa
Mộ Tiều Thố nằm ở tây bắc Nghĩa trang liệt sĩ thành phố Hứa Xương ngày nay. Cạnh mộ có bia đá thuyết minh mộ là di tích văn hóa được thành phố bảo vệ.